# Le Don d'Adèle (film)
Pour plus de détails, voir Fiche technique et Distribution.
Le Don d'Adèle est un film français d'Émile Couzinet réalisé en 1951 d'après la pièce de théâtre éponyme.

## Synopsis
C'est la catastrophe chez les Veyron-Lafitte. Régine, la bonne, vient de rendre son tablier et le repas n'est pas prêt pour les invités à dîner, les Gachassin. Adèle débarque chez eux comme bonne et sauve la situation. Très vite, les maîtres des lieux se rendent compte qu'elle a le don de voir l'avenir. Adèle leur prédit que les Gachassin ne viendront pas, ce qui va se vérifier….

## Fiche technique
- Titre : Le Don d'Adèle
- Réalisateur : Émile Couzinet
- Scénario : Émile Couzinet (sous le pseudonyme de Robert Eyquem) / Dialogues : Pierre Barillet et Émile Couzinet (sous le pseudonyme de Robert Eyquem), d'après la pièce homonyme de Pierre Barillet et Jean-Pierre Gredy créée en 1949 à Bordeaux (Prix Tristan Bernard 1950)
- Musique : Vincent Scotto
- Décors : Robert Renneteau
- Photographie : Pierre Dolley
- Son : Raymond Laval
- Montage : Henriette Wurtzer
- Production : Émile Couzinet
- Société de production : Burgus Film
- Société de distribution : SELF
- Pays :  France
- Format :  Noir et blanc - 35 mm - Son mono
- Genre : Comédie
- Durée : 93 minutes
- Date de sortie : 
  - France - 2 février 1951

## Distribution
- Lilo : Adèle
- Marguerite Pierry : Edmée Veyron-Laffite
- Charles Dechamps : Gaston Veyron-Laffite
- Hélène Bellanger : Solange Veyron-Laffite
- Jacques Bénétin : Antoine Veyron-Laffite
- Marcel Vallée : M. Gachassin
- Jane Sourza : Mme Gachassin
- Robert Lamoureux : lui-même
- Le Ballet Mady Pierozzi : les danseuses du cabaret

## Autour du film
- Le film est ressorti en DVD chez René Chateau Vidéo en 2010